# Alexander Kristoff
Alexander Kristoff, né le 5 juillet 1987 à Stavanger, est un coureur cycliste norvégien. Professionnel depuis 2006, il a notamment remporté Milan-San Remo et la Vattenfall Cyclassics en 2014, le Tour des Flandres en 2015 et Gand-Wevelgem en 2019. Il a également été  champion d'Europe sur route en 2017, champion de Norvège sur route en 2007 et 2011, vice-champion du monde en 2017 et médaillé de bronze de la course en ligne des Jeux olympiques de 2012.

## Biographie

### Jeunesse et années amateurs
En catégorie junior, Alexander Kristoff remporte en 2004 le titre de champion de Norvège du critérium puis participe en fin de saison aux championnats du monde sur route, à Vérone, et prend la 104e place de la course en ligne de sa catégorie, à un peu plus de 23 minutes du vainqueur, le Tchèque Roman Kreuziger. En 2005, il est vice-champion de Norvège du contre-la-montre junior, battu par Edvald Boasson Hagen. Avec l'équipe de Norvège, il remporte une étape du Tour de Lorraine junior et dispute les championnats du monde juniors. Il y prend la dixième place de la course en ligne et la 21e place du contre-la-montre.

### Débuts professionnels (2006-2009)
Alexander Kristoff devient coureur professionnel en 2006, au sein de l'équipe continentale danoise Glud & Marstrand Horsens. Il participe aux championnats du monde sur route, à Salzbourg en Autriche, et y prend la 96e place de la course en ligne des moins de 23 ans.
En 2007, il rejoint l'équipe continentale norvégienne Maxbo Bianchi. Il y évolue aux côtés d'autres espoirs norvégiens, dont Edvald Boasson Hagen et Lars Petter Nordhaug. Il remporte le championnat de Norvège sur route en devançant au sprint Thor Hushovd. Aux championnats du monde sur route à Stuttgart, il est 108e de la course en ligne des moins de 23 ans. En 2008, l'équipe Maxbo Bianchi prend le nom de Joker Bianchi. Alexander Kristoff remporte une étape du Ringerike GP. Il est deuxième du Poreč Trophy et cinquième du championnat de Norvège. Au Tour de Normandie, il est sur le podium de quatre étapes et est pendant une journée leader du classement général. Il est également sur le podium d'étape du Tour de Bretagne, de l'Olympia's Tour, du Tour d'Irlande. Avec l'équipe de Norvège des moins de 23 ans, il dispute des manches de la Coupe des Nations. Il est ainsi 12e de La Côte Picarde et 17e du ZLM Tour. En septembre à Varèse en Italie, il est 17e de la course en ligne des moins de 23 ans des championnats du monde sur route. En 2009, Alexander Kristoff remporte le championnat de Norvège sur route des moins de 23 ans et se classe deuxième du championnat élites, derrière Kurt Asle Arvesen et à nouveau devant Thor Hushovd. Comme en 2008, il obtient une victoire d'étape au Ringerike GP et des places d'honneur au Tour de Normandie, au Tour de Bretagne, à l'Olympia's Tour, au Tour d'Irlande, au Tour de Grande-Bretagne. Avec l'équipe de Norvège des moins de 23 ans, il est cinquième de la Côte picarde, neuvième du ZLM Tour, septième du championnat d'Europe sur route, dixième du Tour des Flandres espoirs. Il abandonne lors de la course en ligne des championnats du monde sur route, à Mendrisio en Suisse.

### Découverte du haut-niveau chez BMC Racing (2010-2011)

#### Saison 2010

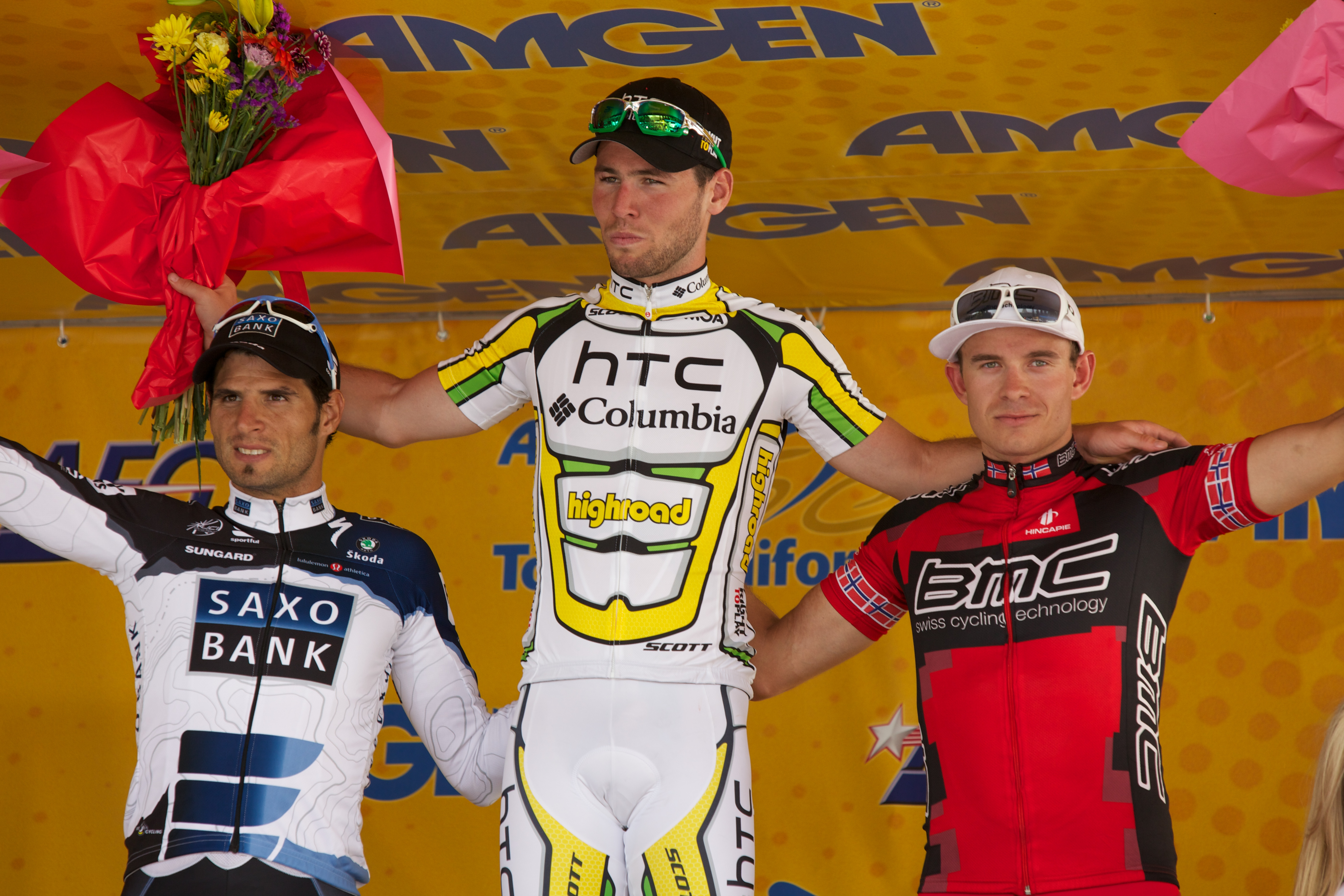
Alexander Kristoff (à droite), troisième de la première étape du Tour de Californie 2010

Alexander Kristoff est recruté par l'équipe continentale professionnelle américaine BMC Racing en 2010. Celle-ci engage également cette année-là le champion du monde Cadel Evans et le champion du monde 2008 Alessandro Ballan. Alexander Kristoff se classe cette année-là troisième du Philadelphia International Championship, quatrième de la Vattenfall Cyclassics, épreuve de l'UCI ProTour, cinquième du Grand Prix de Fourmies, neuvième de Paris-Bruxelles, dixième du Grand Prix de l'Escaut. Il obtient également des places d'honneur lors d'étapes du Tour de Californie, au Tour de Wallonie, au Tour de Pologne, au Tour du Poitou-Charentes. En septembre, il dispute pour la première fois la course en ligne élites des championnats du monde sur route, à Geelong en Australie. Il compose l'équipe de Norvège avec Edvald Boasson Hagen et Thor Hushovd. Celui-ci s'impose au sprint et devient le premier Norvégien champion du monde sur route. Kristoff est 69e. Avec 40 points, il termine à la 99e place du classement mondial UCI, basé sur les courses du calendrier ProTour et du « calendrier historique ».

#### Deuxième titre de champion de Norvège (2011)
En 2011, l'équipe BMC Racing obtient le statut de ProTeam, qui lui permet de participer à toutes les épreuves du calendrier UCI World Tour. Au printemps, Kristoff dispute le Tour d'Italie, son premier grand tour. Il se classe quatrième de la huitième étape et termine la course à la 157e place du classement général. En juin, il remporte pour la deuxième fois le championnat de Norvège. Il obtient ensuite des places d'honneur lors d'étapes du Tour de Wallonie et du Tour de Pologne. En août, il est septième de la London-Surrey Cycle Classic, course disputée sur le parcours de la course en ligne des Jeux olympiques de 2012 et remportée au sprint par Mark Cavendish. En fin de saison, Kristoff se classe deuxième du Grand Prix de Fourmies, cinquième du Grand Prix d'Isbergues, septième du Championnat des Flandres et de Paris-Bruxelles, quatorzième de la Vattenfall Cyclassics, et est plusieurs fois placé lors des étapes du premier Tour de Pékin. Il ne dispute pas les championnats du monde organisés à Copenhague au Danemark, l'équipe de Norvège y étant composée de Thor Hushovd, Kurt-Asle Arvesen, Edvald Boasson Hagen et Gabriel Rasch.

### Un des meilleurs sprinteurs chez Katusha (2012-2017)

#### Médaille de bronze aux JO (2012)
En 2012, Alexander Kristoff rejoint l'équipe russe Katusha, avec laquelle il signe un contrat de deux ans. Il y est entraîné pour les sprints par l'ancien coureur allemand Erik Zabel. Il commence sa saison dans sa nouvelle équipe au Tour du Qatar avec notamment top 10 au sprint, puis au Tour d'Oman (où il obtient une septième place pour meilleur résultat). Neuvième de Kuurne-Bruxelles-Kuurne en février, il dispute ensuite notamment Paris-Nice puis Milan-San Remo pour la première fois où il termine 131e dans le grupetto à vingt minutes du vainqueur Simon Gerrans. 

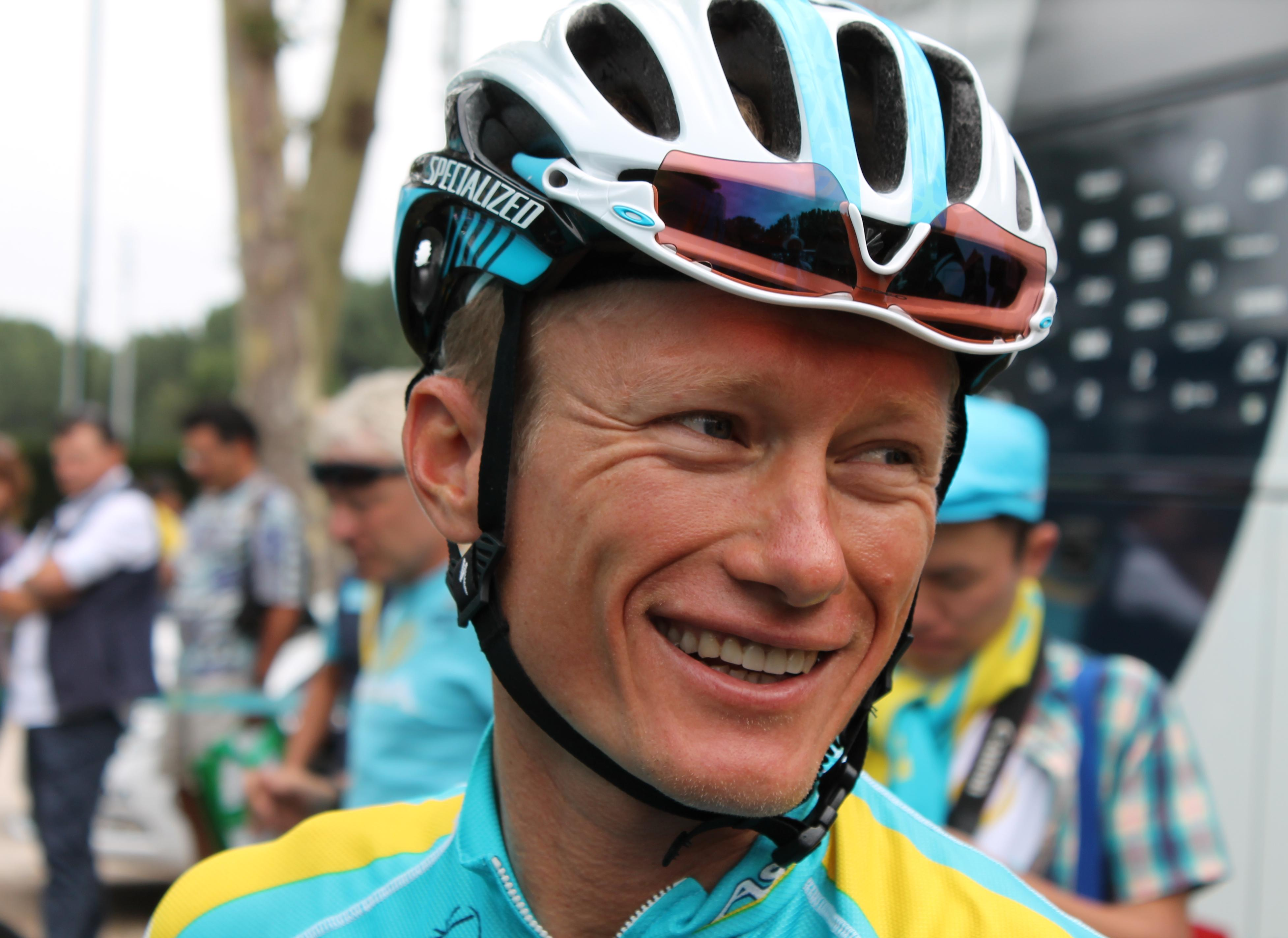
Kristoff est troisième de la course en ligne des JO notamment derrière Alexandre Vinokourov vainqueur.

Lors des Trois Jours de La Panne fin mars, il prend la tête du classement général à l'issue de la deuxième étape dont il a pris la deuxième place derrière Marcel Kittel. Le lendemain, il gagne le premier tronçon de l'étape mais perd le maillot de leader à l'issue du contre-la-montre remporté par Sylvain Chavanel. Il termine douzième du classement général mais remporte le classement par points. Trois jours plus tard, il prend la quinzième place du Tour des Flandres alors qu'il est membre du groupe qui sprint pour la quatrième place près de trente secondes derrière le vainqueur Tom Boonen. En mai, après s'être classé sixième du Grand Prix de Francfort, il dispute son deuxième Giro. Il y est cinq fois parmi les dix premiers d'étapes et prend notamment la deuxième place de la treizième, battu par Mark Cavendish. Troisième du championnat national en juin et après une pariticipation au Tour de Pologne, il est sélectionné en équipe de Norvège pour les Jeux olympiques à Londres en Angleterre, avec pour leader Edvald Boasson Hagen. Le 28 juillet 2012, il remporte la médaille de bronze de la course en ligne en profitant du scénario de la course où l'équipe britannique favorite subit de nombreuses attaques pour éviter un final au sprint avec un sacre promis à Mark Cavendish. Échappé avec une trentaine de coureurs, il est devancé par le Kazakh Alexandre Vinokourov et le Colombien Rigoberto Urán qui attaquent à cinq kilomètres de l'arrivée et se disputent la victoire. Il remporte le sprint des échappés. Il est le premier Norvégien à remporter une médaille olympique en cyclisme depuis Dag Otto Lauritzen en 1984 qui avait également terminé troisième à Los Angeles.
Après les Jeux olympiques, il est au départ de l'Eneco Tour puis de la Vattenfall Cyclassics où il prend la onzième place. Il participe ensuite au Tour du Danemark où il remporte au sprint la quatrième étape, sa deuxième victoire de la saison. À l'arrivée, il est quatrième du classement général et fini premier du classement par points. Une semaine plus tard, il termine troisième et meilleur jeune de la première édition de la World Ports Classic. Début septembre, il obtient son dernier résultat probant de la saison avec une seconde place sur le Grand Prix de Fourmies seulement une seconde derrière le vainqueur Lars Bak.

#### Premiers résultats sur les classiques (2013)
Alexander Kristoff entame sa deuxième saison en 2013 dans l'équipe Katusha. Il commence  l'année dans le golfe Persique avec des participations au Tour du Qatar et au Tour d'Oman où il réalise quelques Top 10 sur les sprints. Il revient en Europe où il prend le départ notamment de Circuit Het Nieuwsblad puis de Paris-Nice où il ne pèse sur aucun sprint final. Il est ensuite aligné sur Milan-San Remo qui se dispute dans des conditions atmosphériques très difficiles. Il termine la course huitième en réglant le sprint du peloton devant Mark Cavendish quatorze secondes derrière l'échappée et le vainqueur, l'Allemand Gerald Ciolek. C'est son premier top 10 sur une grande classique. Il participe ensuite aux courses belges, remportant sa première victoire de l'année à l'occasion de la troisième étape des Trois Jours de La Panne et prenant le maillot de leader à cette occasion. Il le cède finalement l'après-midi même lors de la seconde demi-étape au vainqueur Sylvain Chavanel comme l'année dernière,mais garde cependant une place sur le podium avec le second rang derrière le Français. Lors du Tour des Flandres, il obtient son meilleur résultat lors d'une classique majeure en terminant quatrième après avoir réglé le sprint du peloton, un peu plus d'une minute et trente seconde derrière le vainqueur Fabian Cancellara. Il enchaîne par un deuxième top 10 lors d'un monument flandrien, le Paris Roubaix avec une neuvième position. 

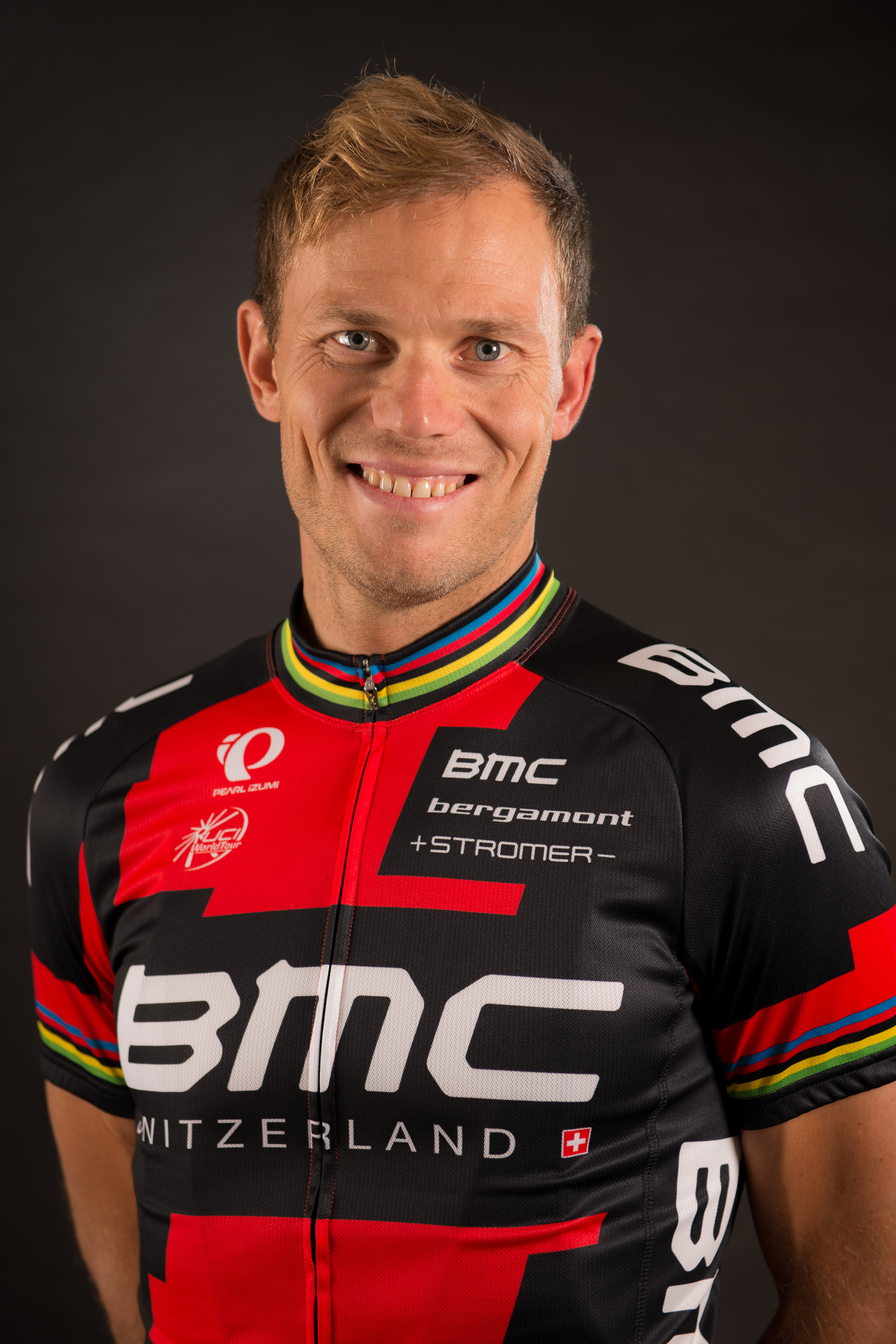
Kristoff est devancé par Thor Hushovd lors du championnat de Norvège.

Après un mois sans compétition, il fait grimper son compteur de victoires en s'adjugeant trois étapes du Tour de Norvège. En juin, il participe au Tour de Suisse course préparatoire pour le Tour de France et y gagne sa première course dans le World Tour à l'issue d'un sprint vainqueur lors de la cinquième étape en devançant Peter Sagan et Arnaud Démare puis prend le départ de son championnat national qu'il termine second derrière Thor Hushovd. En juillet, il est présent pour la première fois sur le Tour de France, et prend lors de la première étape la deuxième place derrière Marcel Kittel à l'issue d'une étape émaillée par les chutes. Il termine cinq autres étapes dans les dix premiers, lui permettant de finir le classement par point à la cinquième place.
Après de nouveau une coupure de quelques semaines sans compétition, il est au départ du Tour des Fjords en Norvège. Il s'impose au sprint sur la seconde étpae puis participe à la victoire de son équipe sur le contre-la-montre par équipes de la troisième étape. Il termine quatrième du classement général final remporté par son coéquipier Sergey Chernetskiy. Une semaine plus tard il est troisième de la Vattenfall Cyclassics avant une nouvelle quatrième place sur la Brussels Cycling Classic début septembre. Il termine la saison à la 28e place de l'UCI World Tour, meilleur norvégien.

#### Victoire à Milan-San Remo (2014)

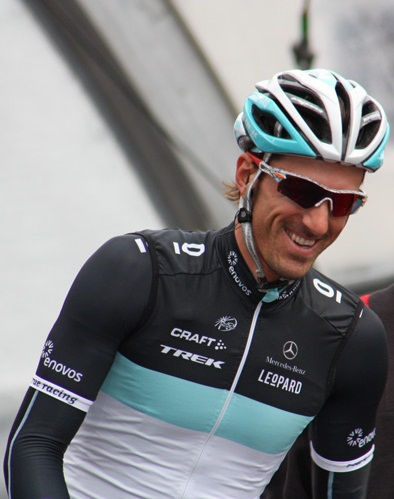
Kristoff bat Fabian Cancellara lors de Milan-San Remo mais ce dernier s'impose quelques semaines plus tard sur le Tour des Flandres.

Avant le début de la saison, Alexander Kristoff annonce que son principal objectif est de remporter le Maillot vert du Tour de France décerné au meilleur sprinteur. Il commence son programme début février avec le Tour du Qatar mais sans aucun résultat probant, puis avec le Tour d'Oman, s'imposant lors de la deuxième étape au sprint devant Leigh Howard. Après une participation sur le Circuit Het Nieuwsblad et Kuurne-Bruxelles-Kuurne lors du week-end d'ouverture en Belgique, il est au départ de Paris-Nice en France pendant lequel il obtient comme meilleur résultat une quatrième place lors de la deuxième étape arrivant à Saint-Georges-sur-Baulche. À la fin du mois de mars, il se rend sur Milan-San Remo disputé dans des conditions pluvieuses et froides. À la suite d'un sprint disputé en petit comité d'une trentaine de coureurs, il gagne la classique italienne en dominant de plusieurs longueurs ses concurrents, notamment Fabian Cancellara (2e) et Ben Swift (3e). Il poursuit sa saison avec les classiques flandriennes en participant notamment à A travers la Flandre, à Gand-Wevelgem puis aux Trois Jours de La Panne.En point d'orgue, il prend le départ du Tour des Flandres dans lequel il attaque dans le final pour tenter de rejoindre la tête de course, composée notamment de Greg Van Avermaet et de Sep Vanmarcke. Il se contente finalement du cinquième rang derrière les quatre leaders, huit secondes seulement derrière le vainqueur Fabian Cancellara. Le dimanche suivant, il est engagé comme outsider sur Paris Roubaix mais une chute le contraint à l'abandon. 
Après quelques semaines de coupure, il remporte au sprint le Grand Prix de Francfort disputé le 1er mai en Allemagne puis deux étapes du Tour de Norvège, remportant au passage le classement par points. Quelques jours plus tard, il est au départ du Tour des Fjords, où il s'impose sur trois étapes et remporte pour la première fois au classement général, devançant le Danois Magnus Cort Nielsen	et le Belge Jérôme Baugnies. il se prépare ensuite pour la Grande Boucle en participant au Grand Prix du canton d'Argovie puis au Tour de Suisse sans toutefois remporté d'étape, puis en prenant une seizième place sur son championnat national. Il est ensuite sélectionné par son équipe Katusha pour le Tour de France. lors de cette épreuve, il lève les bras à deux reprises, lors de la 12e à Saint-Étienne et de la 15e étape arrivant à Nîmes. Combiné à plusieurs places d'honneur avec notamment quatre autres podiums, il termine deuxième du classement par points, derrière un Peter Sagan intouchable. 
En août, il remporte deux étapes de l'Arctic Race of Norway et la Vattenfall Cyclassics, sa deuxième classique World Tour de l'année. En fin de saison, il termine huitième du Grand Prix de Plouay et du championnat du monde sur route à Ponferrada en Espagne, réglant à chaque fois le sprint du peloton. Avec ses quatorze victoires, Kristoff est le troisième coureur le plus victorieux sur le plan quantitatif de la saison sur l'ensemble des courses de l'UCI World Tour et des circuits continentaux derrière André Greipel (16) et Arnaud Démare (15). Kristoff est également huitième de l'UCI World Tour 2014, ce qui représente son meilleur classement de fin de saison.

#### Victoire au Tour des Flandres (2015)
Alexander Kristoff commence sa saison lors du Tour du Qatar début février. Opposé lors de cette course à des sprinteurs comme Arnaud Démare ou Tom Boonen, il remporte trois étapes dont la deuxième au terme de laquelle il porte le maillot de leader, la cinquième et la sixième. Il termine troisième du classement général à seulement neuf secondes du vainqueur Niki Terpstra. Toujours dans le golfe Persique, il remporte une victoire d'étape également sur le Tour d'Oman. Lors de son retour en Europe, il prend le départ du week-end d'ouverture en Belgique avec une onzième place sur le Circuit Het Nieuwsblad et une deuxième place sur Kuurne-Bruxelles-Kuurne, battu au sprint par Mark Cavendish. Il prepare ensuite la défense de son titre sur la Primavera en participant à Paris-Nice, glanant la première étape à Contres en devancant deux sprinteurs français, Nacer Bouhanni et Bryan Coquard. Prenant le départ de Milan-San Remo avec le statut de favori grâce à sa victoire lors de la précédente édition, il échoue au sprint à la deuxième place derrière l'Allemand John Degenkolb après avoir porté son effort trop tôt sur la Via Roma de San Remo. À la suite de cette compétition, il termine par la suite quatrième du Grand Prix E3 puis neuvième de Gand-Wevelgem. Lors des Trois Jours de La Panne, il remporte les trois premières étapes en ligne et termine premier du classement général final grâce à sa troisième place sur le contre-la-montre final. Trois jours plus tard, il prend le départ du Tour des Flandres en faisant partie des favoris de la course. Membre du groupe de leader à 28 kilomètres de l'arrivée, il attaque en compagnie de Niki Terpstra dans le Kruisberg avant de régler au sprint ce dernier à l'arrivée à Audenarde. Il est à cette occasion le premier Norvégien à remporte le Ronde. Quelques jours plus tard il remporte le Grand Prix de l'Escaut puis termine 10e de Paris-Roubaix.

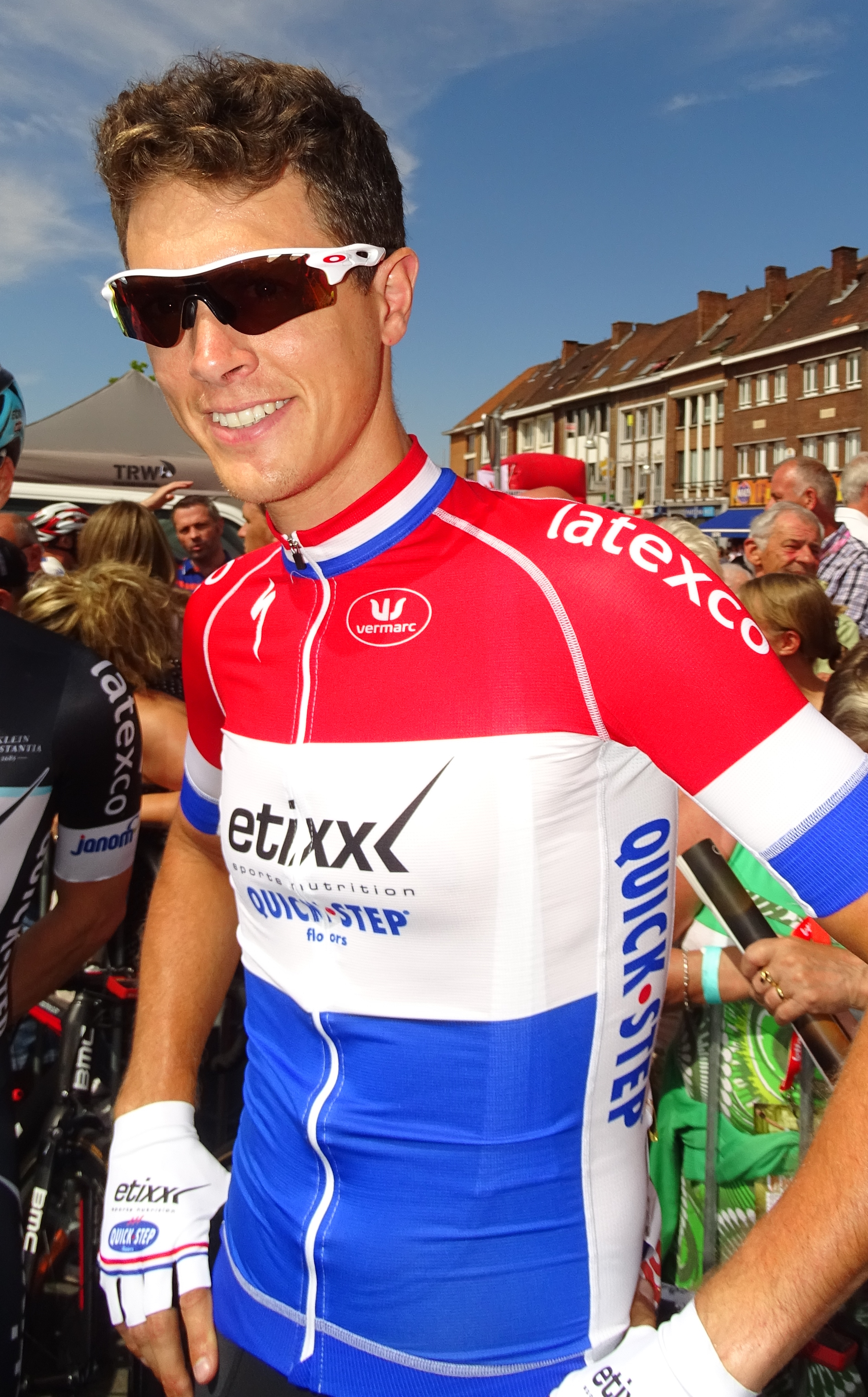
Terpstra est battu par Kristoff au sprint sur le Tour des Flandres 2015

Après un mois sans compétition, il reprend chez lui au Tour de Norvège où il remporte les deux premières étapes et porte le maillot de leader lors de ces deux journées. Il finit finalement huitième et gagne le classement par points. Toujours en Norvège au Tour des Fjords, il est ce coup-ci vainqueur des trois premières étapes. Sa préparation pour le Tour de France passe ensuite par une victoire sur le Grand Prix du canton d'Argovie puis sur la 7e étape du Tour de Suisse et enfin une dixième place sur son championnat national. Lors de la Grande Boucle, il n'arrive pas à s'impose avec comme meilleurs résultats deux troisièmes places lors de la 15e étape à Valence et de la 21e étape à Paris sur les Champs-Élysées.
Après une nouvelle victoire d'étape sur l'Arctic Race of Norway, il prend la seconde place de la Vattenfall Cyclassics derrière André Greipel puis remporte au sprint le Grand Prix de Plouay en s'imposant devant Simone Ponzi et Ramūnas Navardauskas. Après une 3e place sur le Grand Prix cycliste de Québec, il termine sa saison en terminant quatrième de la course en ligne des championnats du monde de Richmond.
En fin de saison, il est classé quatrième de l'UCI World Tour derrière Alejandro Valverde, son coéquipier Joaquim Rodríguez et Nairo Quintana. La Norvège est dixième du classement par nations grâce à ses seuls points et il permet également à Katusha de termine seconde du classement par équipes.

#### 50evictoire professionnelle (2016)
Comme l'année dernière, Kristoff commence sa saison 2016 sur le Tour du Qatar. Lors de cette course de reprise, il est opposé notamment à Mark Cavendish. Il y remporte les deuxième (qui reprend le circuit qui servira aux championnats du monde en octobre), quatrième et cinquième étape d'un souffle au sprint et termine second du classement général cinq secondes derrière le Britannique. Il prend part également quelques jours plus tard au Tour d'Oman où il gagne deux nouvelles étapes devant une concurrence un peu moindre. De retour en Europe fin février, il est au départ du Circuit Het Nieuwsblad puis le lendemain de Kuurne-Bruxelles-Kuurne où il termine second en réglant le sprint du peloton un peu moins de vingt secondes derrière le Belge Jasper Stuyven. Après une seconde place d'étape sur Paris-Nice, il est au départ de Milan-San Remo où, en l'absence du tenant du titre John Degenkolb, il est l'un des favoris de la course. Lors du sprint final, il termine sixième dans le même temps que le vainqueur Arnaud Démare. En vue en suivant de défendre son titre sur la 100e édition du Ronde, il participe aux Trois Jours de La Panne où il remporte la première étape et porte le maillot de leader jusqu'au contre-la-montre final avant de terminer second du classement général derrière Lieuwe Westra. Lors du Tour des Flandres, il est piégé par l'attaque du champion du monde Slovaque Peter Sagan et de Sep Vanmarcke puis de Fabian Cancellara et règle le sprint du peloton pour la quatrième place devant Luke Rowe. La semaine d'après, il est 48e de Paris-Roubaix.

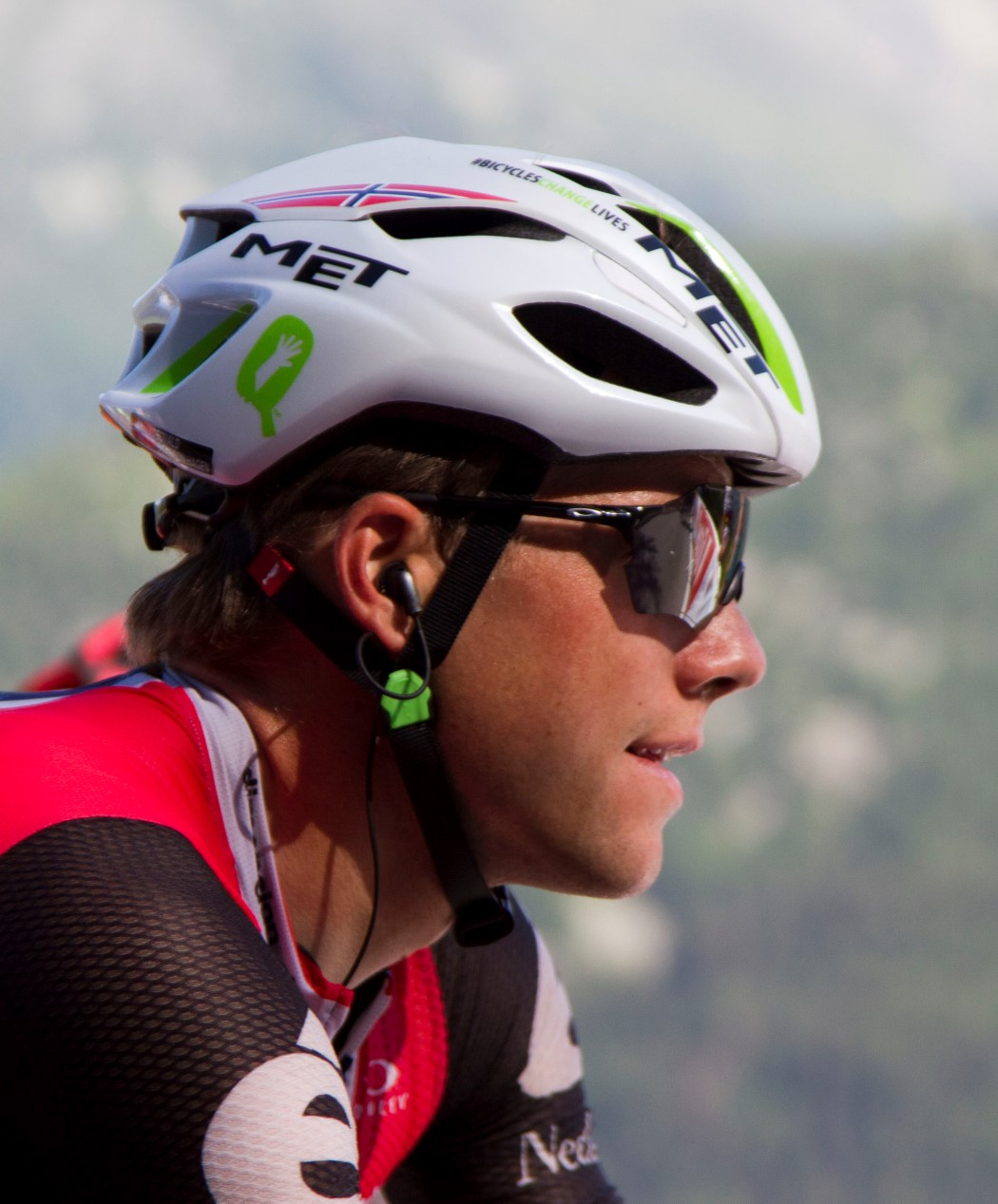
Boassen Hagen devance Kristoff au championnat de Norvège

Le 1er mai, il gagne au sprint le Grand Prix de Francfort pour la seconde fois consécutive devant Maximiliano Richeze et Sam Bennett puis participe au Tour de Californie où il gagne la septième étape autour de Santa Rosa. Après le Critérium du Dauphiné où il termine second d'une étape, il est deuxième de son championnat national derrière Edvald Boasson Hagen. Il est sélectionné par son équipe Katusha pour prendre part au Tour de France. Après plusieurs podium d'étape, il est notamment second de la seizième étape s'achevant à Berne en Suisse où il faut la photo finish pour le départager de Peter Sagan. Après une période sans compétition, il reprend mi-août sur l'Arctic Race of Norway où il gagne une étape puis prend la cinquième place de la EuroEyes Cyclassics puis la troisième de la Bretagne Classic en réglant le peloton derrière Oliver Naesen et Alberto Bettiol échappés. Début septembre il est au départ du Tour des Fjords où il gagne trois étapes et le classement général. En toute fin de saison, il est sélectionné dans l'équipe de Norvège pour les championnats du monde sur route à Doha au Qatar. Après le contre-la-montre par équipes où il est huitième avec l'équipe Katusha, il termine septième de la course en ligne dans le même temps que Peter Sagan.
En fin d'année, il est classé 15e du classement World Tour et 7e du Classement mondial UCI.

#### Champion d'Europe et vice-champion du monde (2017)
Il commence sa saison 2017 en France sur l'Étoile de Bessèges. Vainqueur de la seconde étape au sprint, il porte le maillot orange de leader une journée le lendemain. Il gagne en fin de course le classement par points de l'épreuve. Il participe ensuite au Tour d'Oman où il remporte trois nouvelles victoires d'étapes (les première, quatrième après avoir pourtant été lâché dans la dernière bosse du parcours et sixième) avant de glaner également le classement par point. En vue de Milan-San Remo, il participe à Paris-Nice où il termine deux fois sur le podium d'étapes. Lors de la première classique de l'année, il prend la quatrième place, réglant le sprint du peloton seulement cinq secondes derrière le podium composé de Michał Kwiatkowski, Peter Sagan et Julian Alaphilippe qui s'étaient échappés dans le Poggio. À la fin du mois, il participe notamment au Grand Prix E3 et à Gand-Wevelgem mais sans grands résultats. Sur les Trois Jours de La Panne où il espère se relancer il remporte la deuxième étape avant de prendre la troisième place du classement général final (et vainqueur du classement par points). Il prend ensuite le départ du Tour des Flandres son autre grand objectif de début de saison. Il termine 5e de la course, réglant de nouveau le sprint du peloton mais finissant à près d'une minute du vainqueur, le Belge Philippe Gilbert. Une semaine après, il abandonne Paris-Roubaix.

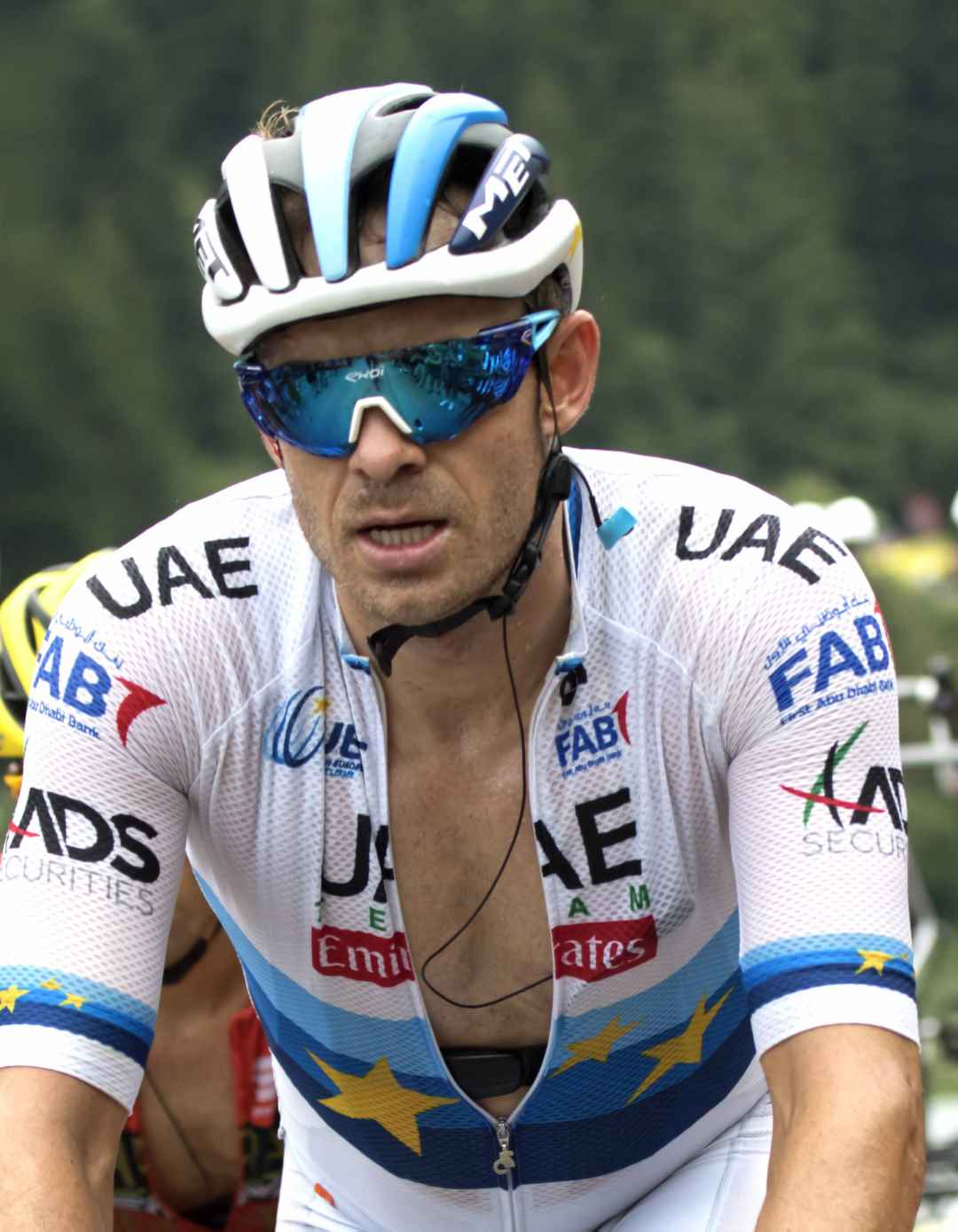
Kristoff avec le maillot de champion d'Europe

Après trois semaines sans courses, il remporte le 1er mai le Grand Prix de Francfort pour la troisième fois consécutive après 2014 et 2016 en devançant au sprint son coéquipier Rick Zabel devenant le co-recordman des victoires avec Erik Zabel. Il participe ensuite au Tour de Californie et au Critérium du Dauphiné mais malgré une seconde place d'étape sur l'épreuve française derrière Arnaud Démare, il n'obtient aucun franc résultat. Après son championnat national, il est tout de même sélectionné par son équipe pour le Tour de France. Il se signale en terminant cinq fois dans le top cinq de l'épreuve quatrième du classement final du maillot vert à Paris. Sans victoire depuis début mai, il met fin à cette disette lors de la RideLondon-Surrey Classic où il s'impose au sprint devant Magnus Cort Nielsen et Michael Matthews.
Au mois d'août, la presse spécialisée annonce que le Norvégien quitte la formation Katusha-Alpecin pour rejoindre l'équipe UAE Emirates. Quelques jours plus tard, il gagne le championnat d'Europe de cyclisme sur route 2017 à Herning au Danemark au sprint en devançant le coureur italien Elia Viviani, succédant ainsi à Peter Sagan. Il prend ensuite part à l'Arctic Race of Norway où il remporte la deuxième étape et termine quatrième du classement général final. Fin août, il participe à deux classiques WorldTour, l'EuroEyes Cyclassics en Allemagne où il prend la quatrième place au sprint, puis en France sur la Bretagne Classic qu'il achève second.
Après une participation au Tour de Grande-Bretagne où, même sans victoire d'étape, il remporte le classement par points, il prend part aux championnats du monde chez lui à Bergen en Norvège. Lors du contre-la-montre par équipes, il termine neuvième avec son équipe Katusha. Une semaine après, lors de la course en ligne du championnat du monde , il est battu au sprint parmi un petit groupe de 27 coureurs par le Slovaque Peter Sagan et termine second.

### UAE Emirates (2018-2021)

#### Première saison (2018)
Alexandre Kristoff commence sa première saison sous ses nouvelles couleurs à l'occasion du Tour de Dubaï début février où il réalise quatre top dix lors des quatre premières étapes. Il enchaîne ensuite avec le Tour d'Oman où il remporte sa première victoire de la saison lors de la sixième étape devant le Français Bryan Coquard et l'Italien Giacomo Nizzolo. Après une participation au Tour d'Abou Dabi où il gagne la première étage devant Andrea Guardini et Caleb Ewan, il est au départ de Paris-Nice mais n'y réalise pas de résultats signifcatifs (seulement deux top 10 avec notamment une 5e place lors de la cinquième étape arrivant à Sisteron. 

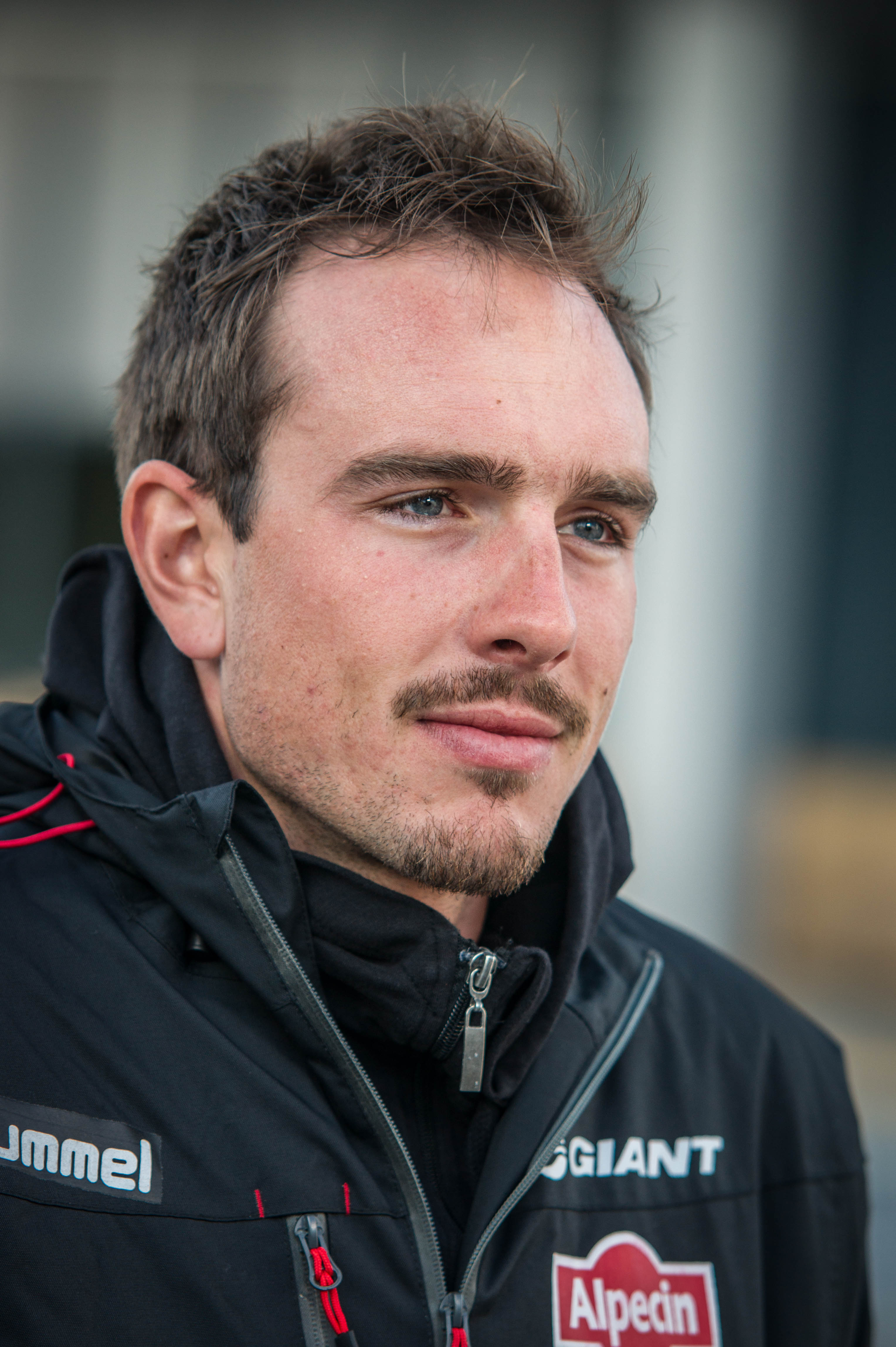
Kristoff devance Degenkolb (ici en 2015) sur la du Tour de France

Il participe ensuite à la campagne de classique printanière. Après de bons débuts à Milan-San Remo avec une quatrième place, il est seulement 25e de Gand-Wevelgem, 16e du Tour des Flandres et 57e de Paris-Roubaix, réalisant sa moins bonne campagne de classique depuis plusieurs années maintenant. Après plus de trois semaines sans compétitions, il est au départ le 1er mai de la semi-classique allemande Grand Prix de Francfort qu'il remporte pour la quatrième fois consécutive en devançant au sprint l'Australien Michael Matthews et le Belge Oliver Naesen et devenant ainsi le recordman de victoires sur l'épreuve avec quatre succès. Il continue sa préparation pour les courses estivales avec une victoire au Grand Prix du canton d'Argovie en Suisse puis une participation au Tour de Suisse.
Il participe en juillet au Tour de France. Il remporte au sprint la 21e étape sur l'Avenue des Champs-Élysées à Paris en devançant John Degenkolb et Arnaud Démare, remportant ainsi sa première victoire sur un grand tour depuis quatre ans. Il est à cette occasion le premier coureur à remporter une étape avec le maillot de Champion d'Europe sur le dos (Peter Sagan a également gagné une étape en tant que champion d'Europe mais il était surtout champion du monde en titre). En août, il termine onzième du championnat d'Europe sur route à Glasgow puis troisième de la EuroEyes Cyclassics derrière Elia Viviani et Arnaud Démare comme l'année précédente. En septembre, il termine sixième du Grand Prix de Fourmies remporté par le sprinteur allemand Pascal Ackermann.
Il termine la saison avec cinq victoires, son plus faible total depuis la saison 2012. Pour la première fois depuis six ans également, il se classe seulement deux fois dans le top 10 des grandes classiques. Il est 21e du Classement UCI et 27e de l'UCI World Tour.

#### Victoire sur Gand-Wevelgem (2019)

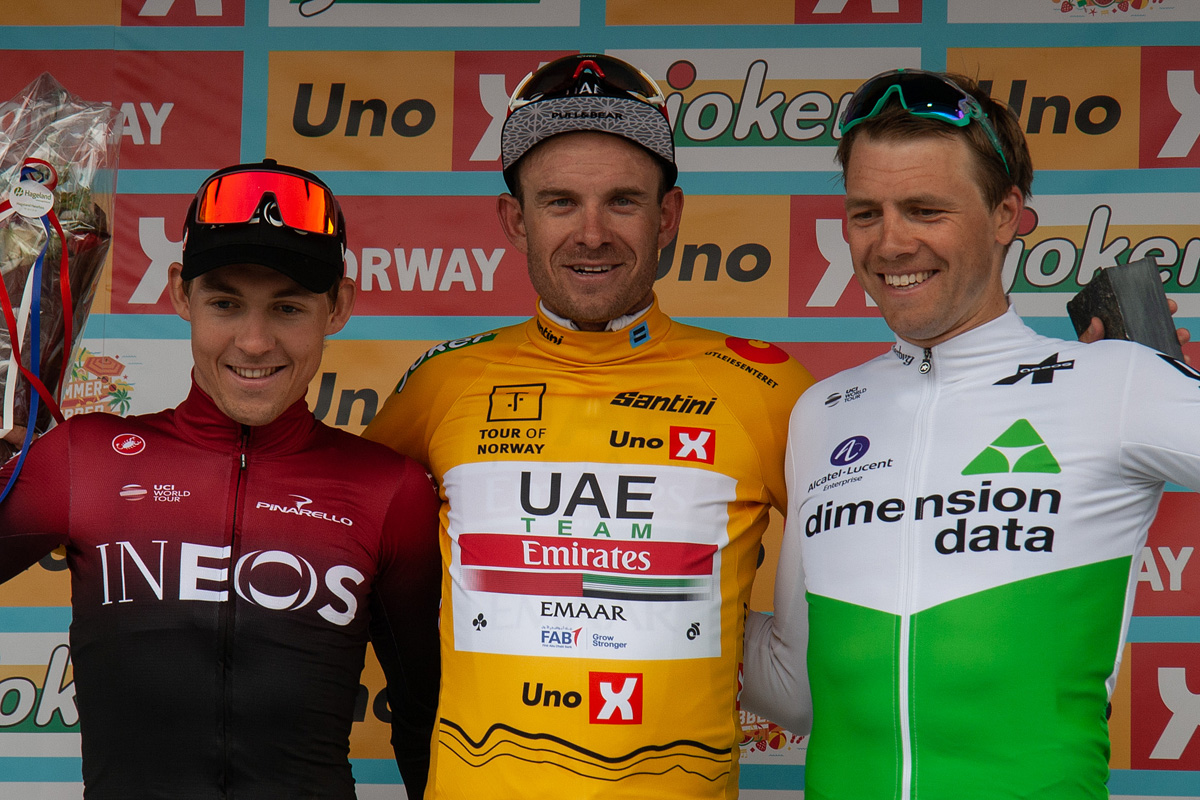
Le podium du Tour de Norvège avec Kristoffer Halvorsen (2e) et Edvald Boasson Hagen (3e)

Après un début de saison  2019 en Espagne sur trois des quatre épreuves du Challenge de Majorque, Kristoff termine second de la dernière étape du Tour de la Communauté valencienne puis remporte sa première victoire de la saison à l'occasion de l'étape inaugurale du Tour d'Oman en devancant les deux Français Bryan Coquard et Nacer Bouhanni. En mars, après avoir participé à Paris-Nice, il prend le départ de Milan-San Remo qu'il termine 14e. En fin de mois, il s'adjuge au sprint la classique flandrienne Gand-Wevelgem devant l'Allemand John Degenkolb et le Belge Oliver Naesen, dix ans après son compatriote Edvald Boasson Hagen. Une semaine plus tard, il se classe troisième du Tour des Flandres, en réglant au sprint le groupe des favoris quelques secondes après le vainqueur Alberto Bettiol. Il termine a cette occasion pour la sixième fois dans le top 6 de cette épreuve. Il termine sa campagne de classique par une 56e place sur Paris-Roubaix. Le mois suivant, il est troisième d'Eschborn-Francfort. En juin, il remporte une étape et le général du Tour de Norvège, ainsi que le Grand Prix du canton d'Argovie. Après un Tour de France sans victoire, il gagne une étape du Tour d'Allemagne et du Tour de Slovaquie, puis se classe quatrième du championnat d'Europe et de la EuroEyes Cyclassics. Il termine sa saison avec une septième place au championnat du monde. Il prolonge son contrat jusqu'en 2021 avec UAE Team Emirates.

#### Maillot jaune sur le Tour de France (2020)
Avant que la saison ne soit tronquée par la pandémie de Covid-19, il est deuxième de la Clásica de Almería et troisième de Kuurne-Bruxelles-Kuurne. En août; il prend le départ du Tour de France. À cette occasion, il remporte la première étape au sprint à Nice devant le Danois Mads Pedersen et le Néerlandais Cees Bol. Il porte le maillot jaune le lendemain pour la première fois de sa carrière, une première depuis Thor Hushovd en 2011 pour la Norvège. Il est d'ailleurs seulement le second norvégien à le porter. Il perd le maillot jaune à l'issue de la deuxième étape au profit du Français Julian Alaphilippe. Le 18 octobre, comme l'année précédente, il monte sur le podium du Tour des Flandres, en réglant au sprint le groupe pour la troisième place.

#### Saison décevante (2021)
Son début d'année est marqué par une chute lors du Circuit Het Nieuwsblad. Il attrape ensuite la grippe au début de la campagne des classiques et doit se contenter comme meilleur résultat d'une sixième place sur À travers les Flandres. Il retrouve la forme en mai, en terminant deuxième du Trofeo Alcúdia-Port d'Alcúdia et cinquième du Trofeo Serra de Tramuntana.
En juillet, il n'est pas sélectionné pour le Tour de France, car toute l'attention de l'équipe s'est déplacée vers le classement général avec Tadej Pogačar qui remporte la course pour la deuxième fois. Ainsi, pour la première fois depuis sa saison de néo-professionnel en 2010, Kristoff ne participe à aucun grand tour durant l'année. Il gagne le classement par points de l'Arctic Race of Norway, où il est leader pendant une étape. Fin août, il gagne deux tapes du Tour d'Allemagne - ses deux seules victoires de la saison - et se classe troisième du général. En fin d'année, il est à nouveau troisième d'Eschborn-Francfort et se classe quatorzième de Paris-Roubaix. Il quitte UAE Team Emirates pour se relancer en rejoignant Intermarché-Wanty-Gobert Matériaux à l'issue de la saison.

### Année réussie chez Intermarché-Groupe Gobert (2022)
Il commence cette saison dans sa nouvelle équipe, Intermarché-Wanty-Gobert Matériaux en Espagne en participant notamment à trois épreuves du Challenge de Majorque puis au Tour de la Communauté valencienne où il fait deux podiums et trois top 5. Toujours en Espagne, il est ensuite au départ de la Clásica de Almería qu'il remporte au sprint devant le Français Nacer Bouhanni (Arkéa-Samsic) et l'Italien Giacomo Nizzolo (Israel-Premier Tech). C'est sa première victoire de la saison. Il est ensuite troisième de Milan-Turin. Le 6 avril, il remporte lors du Grand Prix de l'Escaut l'une de ses rares victoires en solitaire après s'être isolé en tête à un peu plus de sept kilomètres de l'arrivée. Après avoir participé aux bonnes performances de son équipe sur les flandriennes (dixième du Tour des Flandres), il termine pour la troisième fois d'affilée à la troisième place d'Eschborn-Francfort. Toujours en mai, il est deuxième du Grand Prix du Morbihan derrière Julien Simon, puis lauréat de la dernière étape du Tour de Norvège. Auteur de deux tops 5 pour son retour sur le Tour de France, il enchaine en août en terminant troisième du Tour de Louvain-Mémorial Jef Scherens, puis un succès sur le Circuit franco-belge et sur une étape du Tour d'Allemagne. En fin d'année, il se classe sixième du championnat du monde sur route. Il quitte l'équipe Intermarché-Wanty-Gobert Matériaux durant l'intersaison pour rejoindre l'équipe Uno-X basée dans son pays natal.

### Uno-X (2023 - )
Avec sa nouvelle équipe Uno-X, il est victorieux lors de la première étape du Tour de l'Algarve en remportant le sprint à Lagos devant le Belge Jordi Meeus.

## Palmarès et résultats

### Palmarès par année
| - 2004 - Champion de Norvège du critérium juniors - 2005 - Champion de Norvège du contre-la-montre par équipes juniors - 4e étape du Tour de Lorraine juniors - 2e du championnat de Norvège du contre-la-montre juniors - 2e du championnat de Norvège du critérium juniors - 10e du championnat du monde sur route juniors - 2006 - 1reb étape du Jæren Sykkelfestival - 2e du championnat de Norvège du contre-la-montre par équipes - 3e du championnat de Norvège du critérium - 2007 - Champion de Norvège sur route - Fana Sykkelfestival : - Classement général - 2e étape - 2008 - Champion de Norvège du critérium - 4e étape du Ringerike Grand Prix - 2e du Poreč Trophy I - 2009 - Champion de Norvège sur route espoirs - Champion de Norvège du critérium - 3e étape du Ringerike Grand Prix - 2e du championnat de Norvège sur route - 7e du championnat d'Europe sur route espoirs - 2010 - 3e du Philadelphia International Championship - 4e de la Vattenfall Cyclassics - 2011 - Champion de Norvège sur route - 2e du championnat de Norvège du critérium - 2e du Grand Prix de Fourmies - 2012 - 3ea étape des Trois Jours de La Panne - 4e étape du Tour du Danemark - 2e du Grand Prix de Fourmies - 3e du championnat de Norvège sur route - Médaillé de bronze de la course en ligne des Jeux olympiques - 3e de la World Ports Classic - 2013 - 3ea étape des Trois Jours de La Panne - 1re, 2e et 5e étapes du Tour de Norvège - 5e étape du Tour de Suisse - 2e et 3e étapes (contre la montre par équipes) du Tour des Fjords - 2e du championnat de Norvège sur route - 2e des Trois Jours de La Panne - 3e de la Vattenfall Cyclassics - 4e du Tour des Flandres - 8e de Milan-San Remo - 9e de Paris-Roubaix - 2014 - 2e étape du Tour d'Oman - Milan-San Remo - Grand Prix de Francfort - 1re et 5e étapes du Tour de Norvège - Tour des Fjords : - Classement général - 2e, 4e et 5e étapes - 12e et 15e étapes du Tour de France - 2e et 4e étapes de l'Arctic Race of Norway - Vattenfall Cyclassics - 2e de l'Arctic Race of Norway - 5e du Tour des Flandres - 8e du Grand Prix de Plouay - 8e du championnat du monde sur route - 2015 - 2e, 4e et 5e étapes du Tour du Qatar - 3e étape du Tour d'Oman - 1re étape de Paris-Nice - Trois Jours de La Panne : - Classement général - 1re, 2e et 3ea étapes - Tour des Flandres - Grand Prix de l'Escaut - 1re et 2e étapes du Tour de Norvège - 1re, 2e et 3e étapes du Tour des Fjords - Grand Prix du canton d'Argovie - 7e étape du Tour de Suisse - 1re étape de l'Arctic Race of Norway - Grand Prix Ouest-France de Plouay - 2e de Kuurne-Bruxelles-Kuurne - 2e de Milan-San Remo - 2e de la Vattenfall Cyclassics - 3e du Tour du Qatar - 3e du Grand Prix cycliste de Québec - 4e du championnat du monde sur route - 4e du Grand Prix E3 - 9e de Gand-Wevelgem - 10e de Paris-Roubaix - 2016 - 2e, 4e et 5e étapes du Tour du Qatar - 3e et 6e étapes du Tour d'Oman - 1re étape des Trois Jours de La Panne - Grand Prix de Francfort - 7e étape du Tour de Californie - 1re étape de l'Arctic Race of Norway - Tour des Fjords : - Classement général - 2e, 3e et 5e étapes - 2e du championnat de Norvège sur route - 2e du Tour du Qatar - 2e de Kuurne-Bruxelles-Kuurne - 2e des Trois Jours de La Panne - 3e de la Bretagne Classic - 4e du Tour des Flandres - 6e de Milan-San Remo - 7e du championnat du monde sur route | - 2017 - Champion d'Europe sur route - 2e étape de l'Étoile de Bessèges - 1re, 4e et 6e étapes du Tour d'Oman - 2e étape des Trois Jours de La Panne - Grand Prix de Francfort - RideLondon-Surrey Classic - 2e étape de l'Arctic Race of Norway - Médaillé d'argent au championnat du monde sur route - 2e de la Bretagne Classic - 3e des Trois Jours de La Panne - 4e de Milan-San Remo - 4e de la EuroEyes Cyclassics - 5e du Tour des Flandres - 2018 - 6e étape du Tour d'Oman - 1re étape du Tour d'Abou Dabi - Eschborn-Francfort - Grand Prix du canton d'Argovie - 21e étape du Tour de France - 3e de la EuroEyes Cyclassics - 4e de Milan-San Remo - 2019 - Tour de Norvège : - Classement général - 5e étape - 1re étape du Tour d'Oman - Gand-Wevelgem - Grand Prix du canton d'Argovie - 2e étape du Tour d'Allemagne - 1re étape (a) du Tour de Slovaquie - 3e du Tour des Flandres - 3e de Eschborn-Francfort - 4e du championnat d'Europe sur route - 4e de la EuroEyes Cyclassics - 7e de la RideLondon-Surrey Classic - 7e du championnat du monde sur route - 2020 - 1re étape du Tour de France - 2e de la Clásica de Almería - 3e du Tour des Flandres - 3e de Kuurne-Bruxelles-Kuurne - 2021 - 2e et 4e étapes du Tour d'Allemagne - 2e du Trofeo Alcúdia-Port d'Alcúdia - 3e du Tour d'Allemagne - 3e d'Eschborn-Francfort - 6e d'À travers les Flandres - 2022 - Clásica de Almería - Circuit franco-belge - Grand Prix de l'Escaut - 6e étape du Tour de Norvège - 2e étape du Tour d'Allemagne - 2e du Grand Prix du Morbihan - 2e du championnat de Norvège sur route - 3e de Milan-Turin - 3e d'Eschborn-Francfort - 3e du Tour de Louvain-Mémorial Jef Scherens - 6e du championnat du monde sur route - 8e du championnat d'Europe sur route - 10e du Tour des Flandres - 10e de la Cyclassics Hamburg - 2023 - 1re étape du Tour de l'Algarve - 3e étape du Tour de Norvège - 2e de l'Egmont Cycling Race - 2e du Tour de Croatie - 4e du Circuit Het Nieuwsblad - 2024 - Tour des onze villes - Antwerp Port Epic - 4e étape du Tour de Norvège - Flèche de Heist - 1re et 2e étapes de l'Arctic Race of Norway - 1re et 5e étapes du Tour de Croatie - 2e du Trofeo Palma - 5e de la Cyclassics Hamburg - 5e du championnat d'Europe sur route - 2025 - 3e étape du Tour d'Andalousie - 2e étape de l'Arctic Race of Norway - 4e de Gand-Wevelgem |  |

### Résultats sur les grands tours

#### Tour de France
11 participations
- 2013 : 147e
- 2014 : 125e, vainqueur des 12e et 15e étapes
- 2015 : 130e
- 2016 : 149e
- 2017 : 130e
- 2018 : 114e, vainqueur de la 21e étape
- 2019 : 139e
- 2020 : 132e, vainqueur de la  1re étape,  maillot jaune pendant 1 jour
- 2022 : 102e
- 2023 : 134e
- 2024 : 131e

#### Tour d'Italie
2 participations
- 2011 : 157e
- 2012 : 149e

### Principales classiques et championnats du monde
Le tableau suivant présente les résultats d'Alexander Kristoff lors des classiques de l'UCI World Tour (ex-ProTour), des classiques de l'ancienne Coupe du monde ainsi qu'aux championnats du monde.
| Légende | Légende | Légende | Légende     | Légende | Légende             | Légende | Légende       |
| ------- | ------- | ------- | ----------- | ------- | ------------------- | ------- | ------------- |
| AB      | Abandon | HD      | Hors-délais | -       | Pas de particiation | ×       | Pas d'épreuve |

| Année | Milan- San Remo | E3 Saxo Bank Classic | Gand-Wevelgem | Tour des Flandres | Paris-Roubaix | Eschborn-Francfort | Europe-Course en ligne | Cyclassics Hamburg | Bretagne Classic | Mondial-Course en ligne |
| ----- | --------------- | -------------------- | ------------- | ----------------- | ------------- | ------------------ | ---------------------- | ------------------ | ---------------- | ----------------------- |
| 2010  | -               | -                    | AB            | -                 | AB            | -                  | ×                      | 4e                 | -                | 69e                     |
| 2011  | -               | -                    | -             | -                 | AB            | -                  | ×                      | 14e                | -                | -                       |
| 2012  | 131e            | -                    | -             | 15e               | 57e           | 6e                 | ×                      | 11e                | -                | -                       |
| 2013  | 8e              | -                    | 14e           | 4e                | 9e            | -                  | ×                      | 3e                 | AB               | -                       |
| 2014  | Vainqueur       | -                    | 11e           | 5e                | AB            | Vainqueur          | ×                      | Vainqueur          | 8e               | 8e                      |
| 2015  | 2e              | 4e                   | 9e            | Vainqueur         | 10e           | ×                  | ×                      | 2e                 | Vainqueur        | 4e                      |
| 2016  | 6e              | 53e                  | -             | 4e                | 48e           | Vainqueur          | -                      | 5e                 | 3e               | 7e                      |
| 2017  | 4e              | 27e                  | 73e           | 5e                | AB            | Vainqueur          | Vainqueur              | 4e                 | 2e               | 2e                      |
| 2018  | 4e              | 40e                  | 25e           | 16e               | 57e           | Vainqueur          | 11e                    | 3e                 | 11e              | -                       |
| 2019  | 14e             | 21e                  | Vainqueur     | 3e                | 56e           | 3e                 | 4e                     | 4e                 | -                | 7e                      |
| 2020  | 83e             | -                    | 19e           | 3e                | ×             | ×                  | AB                     | ×                  | -                | -                       |
| 2021  | 89e             | 66e                  | 28e           | 18e               | 14e           | 3e                 | AB                     | ×                  | -                | 21e                     |
| 2022  | 26e             | -                    | 11e           | 10e               | 12e           | 3e                 | 8e                     | 10e                | -                | 6e                      |
| 2023  | -               | AB                   | 69e           | 18e               | 15e           |                    |                        |                    |                  |                         |

### Classements mondiaux
| Année                                 | 2007 | 2008 | 2009 | 2010 | 2011 | 2012 | 2013 | 2014 | 2015 | 2016 | 2017 | 2018 | 2019 | 2020 | 2021 | 2022 | 2023 | 2024 |
| ------------------------------------- | ---- | ---- | ---- | ---- | ---- | ---- | ---- | ---- | ---- | ---- | ---- | ---- | ---- | ---- | ---- | ---- | ---- | ---- |
| Calendrier mondial                    |      |      | nc   | 99e  |      |      |      |      |      |      |      |      |      |      |      |      |      |      |
| UCI World Tour                        |      |      |      |      | 156e | 161e | 28e  | 8e   | 4e   | 15e  | 14e  | 27e  |      |      |      |      |      |      |
| Classement mondial                    |      |      |      |      |      |      |      |      |      | 7e   | 4e   | 23e  | 8e   | 46e  | 69e  | 8e   | 69e  | 50e  |
| UCI Europe Tour                       | 271e | 139e | 97e  | 194e |      |      |      |      |      | 11e  | 16e  | 104e | 7e   | 36e  | 58e  | 8e   | 54e  | 41e  |
| UCI Asia Tour                         | nc   | nc   | nc   | nc   |      |      |      |      |      | 5e   | 177e | 145e |      |      |      |      |      |      |
| UCI America Tour                      | nc   | nc   | nc   | 43e  |      |      |      |      |      | 179e | nc   | nc   |      |      |      |      |      |      |
|                                       |      |      |      |      |      |      |      |      |      |      |      |      |      |      |      |      |      |      |
| Légende : nc = non classéSource : UCI |      |      |      |      |      |      |      |      |      |      |      |      |      |      |      |      |      |      |